# Osminia namibiana
Osminia namibiana là một loài bướm đêm thuộc họ Sesiidae. Nó được biết đến ở Namibia.